# Dones a les Maldives
Les dones de les Maldives són dones nascudes, que viuen o provenen de les Maldives.
L'estatus de les dones a les Maldives era tradicionalment bastant elevat, com es pot comprovar en part per l'existència de quatre sultanes. Encara que la majoria de les dones maldivianes actuals porten el vel, és un fenomen que ha aparegut en les últimes dues dècades, possiblement com una resposta a l'augment del conservadorisme religiós. Les dones no són estrictament aïllades, però en alguns esdeveniments es reserven seccions especials per a dones en llocs públics. No obstant això, aquelles dones que es neguen a portar un vel o se'l treuen s'enfronten a un estigma social, tant de les seves famílies com de la resta de la gent. Les dones no accepten els noms dels seus marits després del matrimoni, sinó que mantenen els seus noms de soltera. L'herència de la propietat és a través d'homes i dones. Amb una de les taxes de divorcis més altes del món, les dones en general han gaudit dels drets de matrimoni i divorci a través de la història. Tant els homes com les dones divorciats no tenen cap estigma i, històricament, les dones també tenen dret a iniciar el divorci.
L'assetjament sexual i l'agressió sexual són problemes importants a les Maldives, tant per a les dones maldivianes com per a les estrangeres. Les dones troben que es tracta d'una part quotidiana de les seves vides el ser assetjades als carrers. Un total de 96% de les dones a les Maldives han informat que han sigut assetjades als carrers en algun moment de les seves vides, amb un 60% que han patit un assetjament abans de complir els 16 anys, i el 40% han denunciat que han sigut assetjades abans de complir els 10 anys. Homes de totes les edats veuen l'agressió sexual acceptable, en especial els homes que viuen en ciutats. Es prenen poques accions contra les persones que assetgen les dones a la carretera, i augmenta el nombre d'agressions sexuals i violacions.
Les dones sempre han tingut un paper important en la família i la comunitat. A la història antiga de les Maldives, no era estrany tenir una dona com sultana o governant i s'ha suggerit que la societat era una antigament un matriarcat. Mentre que alguns països tenien moviments sufragistes al llarg del segle xx, amb països com Suïssa i Portugal que no van concedir el dret de vot a les dones fins a la dècada del 1970, és important assenyalar que la qüestió de tals drets a les dones ni tan sols es va posar en dubte a les Maldives. Simplement es va acceptar com un dret igual.
A la societat actual, algunes dones ocupen càrrecs al govern i als negocis, però estan molt poc representades. A partir del 2016, les dones només representaven 3 de cada 14 ministres del govern, 5 dels 85 legisladors i 6 de més de 180 jutges. No obstant això, la gran majoria dels funcionaris són dones. La proporció entre homes i dones que s'han inscrit i acabat l'educació a nivells d'ensenyament secundari continua sent equivalent, ja que les noies estudiants superen acadèmicament els resultats dels nois estudiants dels darrers anys. Però, de mitjana, les dones guanyen menys de la meitat dels sous dels homes en el mateix lloc de treball, possiblement com a conseqüència d'un nivell d'educació superior dels homes, des de fa algunes dècades. Tanmateix, amb l'augment del nombre de dones que assoleixen l'educació superior, que està previst que superi els homes, és probable que canviï en un futur pròxim. Aquest canvi també es veu clarament en la taxa de natalitat, que actualment veu les Maldives una taxa de natalitat negativa, a causa de períodes educatius prolongats i canvis en les normes socials.
Els canvis en la societat amb la disminució dels drets de les dones poden atribuir-se molt bé a la influència del colonialisme que va suposar una gran segregació entre homes i dones, promogut pels britànics que van separar el paper en la societat de les dones i dels homes abans de les guerres mundials. Els maldivians, que eren principalment educats a les colònies britàniques de l'Índia i Egipte a principis del segle xx, van aportar aquests ideals i el van promoure, provocant el canvi que veiem actualment. Tot i que això és molt probable, es necessiten més investigacions per establir-ho com un fet.
La poligàmia a les Maldives és legal, però molt rara. La prostitució i la homosexualitat són il·legals.
El 2013, una víctima de 15 anys de violació va rebre una sentència de 100 fuetades per «fornicació». La sentència va ser posteriorment anul·lada pel Tribunal Suprem de Maldives, després d'una campanya de petició internacional dirigida per Avaaz. Un nombre desproporcionat de dones s'enfronten a una flagel·lació pública per tenir sexe extramatrimonial. En comparació amb els homes, la majoria dels homes acusats de sexe extrajugal són absolts; la llei maldiviana només fa complir el càstig d'aquestes accions només mitjançant l'admissió. Tot i que les Maldives ha sigut un país 100% musulmà durant gairebé mil anys, no hi ha cap registre de lapidació o execució per assassinat, a diferència de la majoria d'altres països islàmics o no-islàmics de el món).

## Maldivianes destacades

### Actrius
- Mariyam Afeefa
- Jamsheedha Ahmed
- Fathimath Azifa
- Mariyam Azza
- Khadheeja Ibrahim Didi
- Fathimath Fareela
- Sithi Fulhu
- Mariyam Haleem
- Fauziyya Hassan
- Nadhiya Hassan
- Arifa Ibrahim
- Irufana Ibrahim
- Amira Ismail
- Haajara Abdul Kareem
- Mariyam Majudha
- Nashidha Mohamed
- Niuma Mohamed
- Sheela Najeeb
- Mariyam Nazima
- Mariyam Nisha
- Aminath Noora
- Aminath Rasheedha
- Aminath Rishfa
- Aishath Rishmy
- Neena Saleem
- Mariyam Shakeela
- Nuzuhath Shuaib
- Maleeha Waheed
- Sheereen Abdul Wahid
- Waleedha Waleed

### Esportistes
- Shifana Ali
- Fariha Fathimath
- Leela Hamid
- Aminath Rouya Hussain
- Afa Ismail
- Yaznee Nasheeda
- Aishath Nazima
- Aishath Reesha
- Aminath Rishtha
- Aishath Saffa
- Aishath Sausan
- Aminath Shajan
- Aminath Shamila

### Polítiques
- Aneesa Ahmed
- Mariya Ahmed Didi
- Hala Hameed
- Dunya Maumoon
- Fathimath Dhiyana Saeed
- Mariyam Shakeela
- Azima Shukoor
- Rashida Yousuf